# Milton Silveira
Milton Antone Silveira, né le 4 mai 1929 à Mattapoisett et mort le 11 juillet 2013 à McLean, est un ingénieur en technologie spatiale américain.
Il sert d'ingénieur en chef à la National Aeronautics and Space Administration (NASA) entre 1983 et 1986. Il est aussi impliqué dans de nombreux programmes de vols spatiaux habités dont les programmes Mercury, Gemini et Apollo. 
Il contribue également à l'enquête sur l'accident de la navette spatiale Challenger en 1986.